# Bundesstraße 104
De Bundesstraße 104 is een weg in de Duitse deelstaten Sleeswijk-Holstein en Mecklenburg-Voor-Pommeren.
Ze loopt van Lübeck via Schwerin, Neubrandenburg en Pasewalk naar Ramin.

## Routebeschrijving
Sleeswijk-Holstein
Ze begint op de afrit Lübeck-Siems waar de A226 aansluit op de B75. Ze lopen samen in zuidelijke richting door de Herrentunnel een 866 m lange toltunnel en komt bij de afrit Lübeck-Israelsdorf waar ze afbuigt en loopt langs Lübeck-Schlutup en bereikt de deelstaatgrens met Mecklenburg-Voor-Pommeren.
Mecklenburg-Voor-Pommeren
De B104 loopt via de rondwegen van Selmsdorf waar de B105 aansluit en Schönberg naar afrit Schönberg waar ze de A20 kruist. De B104 loopt verder door Roduchelstorf, Rehna, Nesow, via de rondweg van Gadebusch waar een samenloop is met de B208.  Ze loopt verder naar het zuidoosten door Lützow, en sluit bij afrit Schwerin-Lankow aan op de rondweg van Lankow waar op een kruising in het noorden de B106 aansluit loopt ze de stad Schwerin in. Vanaf en kruising ten noordoosten van het centrum van Schwerin loopt de B104 eerst in oostelijke richting en later door de Schweriner See via de 3 kilometer lange Paulusdamm de stad uit, loopt door Leezen en kruist bij afrit Schwerin-Ost de A14. De weg loopt verder door Cambs, via de rondweg van Brüel waar de 192 aansluit. De B104/B192 lopen samen naar Sternberg waar de B192 weer afsplitst. De B104 loopt door Witzin, Güstrow waar ze samenloopt met de B103. De B104 loopt in zuidoostelijke richting en kruist bij afrit Güstrow de A19. De weg loopt verder in oostelijke richting door Lalendorf, Teterow waar een samenloop is met de 108, Malchin, Stavenhagen waar de 194 aansluit, Ritzerow, Rosenow, Knorrendorf, Blankenhof, en komt in de stad Neubrandenburg waar in het westen van de B192 aansluit. Ze loopt de stad in en vormt samen met de B96 de centrumring van Neubrandeburg. Ten noordoosten van het centrum buigt ze af en loopt Neubrandenburg uit. Bij Sponholz waar sluit vanuit het oosten de B197 aansluit slaat de B104 in zuidelijke richting af en loopt door Sponholz, Pragsdorf, Cölpin, Lindetal, Woldegk hier lopt ze samen met de B198. De B104 loopt verder door Mildenitz, Strasburg,Uckerland, Brietzig en kruist bij afrit Pasewalk-Nord de A20. De B104 loopt verder in oostelijke richting door Papendorf naar Pasewalk-Nord waar ze op een kruising aansluit op de B109. Ze vormen de westelijke rondweg van Pasewalk.  In het zuidwesten van de stad Pasewalk buigt de B104 af en vormt de zuidelijke rondweg van de stad. Ze komt door Polzow, Zerrenthin, Rossow, Löcknitz en Ramin waar de B113 aansluit iets verder naar het oosten ligt de grens met Polen waar de B104 aansluit op de DK10 naar Szczecin.

## Bezienswaardigheden
Ten oosten van Schwerin loopt de B104 over de Paulsdamm door de Schweriner See. Op verschillende plaatsen bestaat een vrije blik over het water. Naast de hoofdweg is eveneens een fietspad gelegen.
B1 · B2 · B4 · B5 · B75 · B76 · B77 · B87 · B96 · B96a · B96b · B97 · B101 · B102 · B103 · B104 · B105 · B106 · B107 · B108 · B109 · B110 · B111 · B112 · B112n · B113 · B115 · B122 · B156 · B158 · B166 · B167 · B168 · B169 · B179 · B182 · B183 · B187 · B188 · B189 · B190n · B191 · B192 · B193 · B194 · B195 · B196 · B197 · B198 · B199 · B200 · B201 · B202 · B203 · B204 · B205 · B206 · B207 · B208 · B209 · B246 · B320 · B321 · B404 · B430 · B431 · B432 · B434 · B435 · B495 · B501 · B502 · B503